# 佩德羅·拉斯庫賴因
佩德罗·何塞·多明戈·德拉卡尔萨达·曼努埃尔·马里亚·拉斯库赖因·帕雷德斯（西班牙語：Pedro José Domingo de la Calzada Manuel María Lascuráin Paredes；1856年5月8日—1952年7月21日）是墨西哥政治家，1913年2月19日担任墨西哥第34任总统，任期不到一个小时，是世界历史上任期最短的总统。他早先曾担任过两届墨西哥外交部长，并在墨西哥城的一所法律学校担任了16年的校长。 

## 总统
1913年2月19日，维多利亚·韦尔塔诺·韦尔塔将军推翻了弗朗西斯科·馬德羅的統治。佩德罗·拉斯库赖因·帕雷德斯是说服弗朗西斯科·馬德羅辞去总统职务的人之一，当时弗朗西斯科·馬德羅被軟禁，佩德罗·拉斯库赖因·帕雷德斯声称如果弗朗西斯科·馬德羅拒绝辭職，那弗朗西斯科·馬德羅就会有生命危险。 
根据1857年《墨西哥宪法》，如果總統突發變故，总统的繼任顺位為副总统、总检察长、外交部长和内务部长。除马德罗被迫辭去總統職務外，维多利亚·韦尔塔诺·韦尔塔还讓副总统和总检察长辭職。为了粉飾政变的合法性，维多利亚·韦尔塔诺·韦尔塔让擔任外交部长的佩德罗·拉斯库赖因·帕雷德斯繼任总统，然后由总统任命维多利亚·韦尔塔诺·韦尔塔为内政部长，這樣便使韦尔塔成为下一順位总统繼任者，緊接著佩德罗·拉斯库赖因·帕雷德斯辞职，並把总统的位置讓给了韦尔塔。佩德罗·拉斯库赖因·帕雷德担任总统的时间不到一个小时。迄今为止，拉斯库拉因是历史上在任時間最短的總統。       